# كارينا يموان
كارينا يموان (بالهولندية: Carina Lemoine)‏ هي مغنية هولندية، ولدت في 1969 في هيلموند في هولندا.

## وصلات خارجية
- الموقع الرسمي
- كارينا يموان على موقع ميوزك برينز (الإنجليزية)
- كارينا يموان على موقع ديسكوغز (الإنجليزية)